# Moenkhausia diktyota
Moenkhausia diktyota es una especie de peces de la familia Characidae en el orden de los Characiformes.

## Morfología
Los machos pueden llegar alcanzar los 5,2 cm de longitud total.
- Número de  vértebras: 33.[1][2]

## Hábitat
Vive en zonas de clima tropical.

## Distribución geográfica
Se encuentran en Sudamérica:  cuenca del río Negro en Brasil.